# Laktose
Laktose (fra latin lactis, "mælk" + -ose, et suffiks for sukkerarter) eller mælkesukker er en naturlig bestanddel af mælk. Laktose er  opbygget af to monosakkarider, glukose og galaktose, bundet sammen af en beta-1,4-glykosidbinding. Laktose har den kemiske formel C12H22O11 og er dermed en isomer til sucrose, dog er laktose mindre sødt og mindre opløseligt. Det gennemsnitlige indhold af laktose i dansk komælk er ca. 4,5 %, og laktosen er vigtig i mælkeindustrien i forbindelse med syrning af mælk ved fremstilling af ost, smør og syrnede mælkeprodukter. Diverse mælkesyrebakterier omdanner nemlig dette mælkesukker til mælkesyre.

## Laktosetolerans
Børn kan metabolisere laktose, dvs. tolerere mælk.
Evnen til at metabolisere laktose ses kun hos nogle voksne, især  nordlige europæere og visse østafrikanere. 
Evnen skyldes genetiske mutationer, der højst sandsynlig er opstået i forbindelse med husdyrbrug med køer. Et arkæologisk DNA-studium indikerer, at laktosetolerans ikke var udbredt i neolitiske europæiske landbrugere, og at udbredelsen af laktosetolerans sandsynligvis har været en konsekvens af landbruget.. 
Det enzym, der sørger for metaboliseringen, kaldes laktaseflorizinhydrolase (LPH). Genet LCT udtrykker dette protein, og findes på det andet kromosom (2q21).
En finsk forskergruppe har associeret laktosetolerans hos nordeuropæere til SNP'en C/T-13910.
Andre mutationer (G/C-14010, T/G-13915 og C/G-13907) er uafhængigt af hinanden ansvarlige for laktosetolerans hos østafrikanere..
Det manglende laktosemetaboliseringsevne kaldes også hypolaktasi eller laktoseintolerans.

### Generelle
- Torben Nathan og Ove Schaffalitzky de Muckadell, "Mælkesukker-intolerans (Laktoseintolerans)", Netdoktor.dk, 22. november 2006.
- Mutationer der ændrede mennesket, Videnskab.dk